# Coral Browne
Coral Edith Browne (ur. 23 lipca 1913 w Melbourne, zm. 29 maja 1991 w Los Angeles) – australijsko-amerykańska aktorka teatralna i filmowa.

## Życie i kariera
Urodziła się jako Coral Edith Brown (później zmieniła nazwisko w celach scenicznych na Browne), córka Leslie Clarence'a Brown i Victorii Elizabeth z d. Bennett. Uczyła się w Claremont Ladies' College. Kiedy w 1931 roku pracowała jako scenograf przy produkcji sztuki Galsworthy'ego, główna aktorka zachorowała i Browne w zastępstwie wyszła na scenę. W wieku 18 lat grała rolę Heddy Gabler w sztuce Ibsena. Po podpisaniu kontraktu z firmą teatralną J. C. Williamson Ltd, szybko stała się znana jako wschodzący talent, występując w teatrach całego kraju.

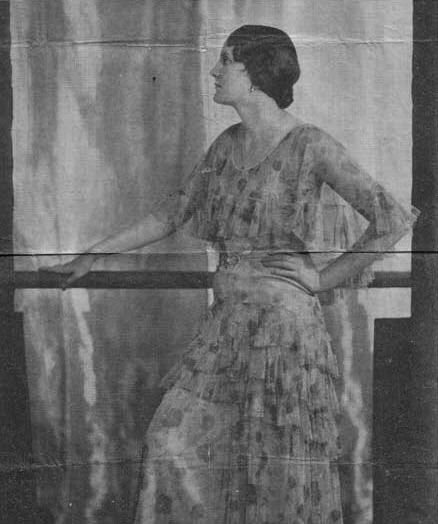
Coral Browne w 1931 roku

W maju 1934 Browne wyjechała do Londynu. Do Australii wróciła jedynie dwa razy w 1948 i 1980 roku. W Anglii zaczynała jako dublerka Nory Swinburne, ale wkrótce zrobiła karierę w komediach teatralnych, a także w kinie. Zyskała sławę w 1941 roku u boku Roberta Morleya w roli sekretarki Maggie Cutler w sztuce „The Man who Came to Dinner” Mossa Harta i George’a Kaufmana. W tym czasie nawiązała romans ze szkockim aktorem i piosenkarzem Jackiem Buchanan, z którym grała przez długi czas w sztuce Alana Melville Castle in the Air. Miała romanse z wieloma wybitnymi aktorami, w tym z Douglasem Fairbanksem, Cecilem Beaton i Paulem Robeson, znana też była ze swojej biseksualności. Była też wieloletnią kochanką producenta Fredericka „Firtha” Shepparda.
26 czerwca 1950 roku, ku zaskoczeniu przyjaciół, Browne poślubiła w kościele anglikańskim St Mary the Virgin w Letchworth jawnie homoseksualnego aktora i agenta teatralnego Philipa Westrope Pearmana (zm. 1964), syna młynarza Alberta Pearmana. Trzy lata później przeszła na katolicyzm. W 1951 roku dołączyła do teatru Old Vic, gdzie zagrała rolę Emilii w Otello Douglasa Campbella, oraz Regan w Król Lear Donalda Wolfita. Pierwszy prawdziwy sukces przyszedł w 1956 r. wraz z entuzjastycznie przyjętą rolą Lady Makbet, którą grała w Londynie i Nowym Jorku. W 1958 r. podczas wizyty w Moskwie z Shakespeare Memorial Theatre poznała brytyjskiego szpiega Guya Burgessa, który uciekł do Związku Radzieckiego. To spotkanie stało się później podstawą filmu telewizyjnego Alana Bennetta An Englishman Abroad (1983), w którym Browne zagrała samą siebie. Zagrała także w wielu innych znanych filmach, jak Ciotka Mame (1958) i Zabójstwo siostry George (1968).
W 1972 roku, osiem lat po śmierci pierwszego męża i po długim romansie z aktorem Michael Hordern, na planie filmu Theatre of Blood poznała aktora i znawcę sztuki Vincenta Price'a. Para pobrała się 24 października 1974 r. w Santa Barbara.
Jej jedynym wyróżnieniem scenicznym była nagroda przyznana przez Drama Critics’ Circle w Los Angeles w 1977 r. za rolę Lady Bracknell w filmie Bądźmy poważni na serio. Zdobyła także nagrodę Brytyjskiej Akademii Sztuk Filmowych i Telewizyjnych dla najlepszej aktorki telewizyjnej 1984 roku za rolę w filmie An Englishman Abroad. W 1985 roku odniosła kolejny triumf, występując w filmie Dreamchild jako Alice Hargreaves (starsza Alice Liddell, która była inspiracją dla książki Lewisa Carrolla Alicja w Krainie Czarów). Dwa lata później Carol Browne przyjęła obywatelstwo amerykańskie.
Tuż przed rozpoczęciem zdjęć do filmu An Englishman Abroad zdiagnozowano u aktorki raka piersi. Coral Browne po kilku latach walki zmarła w domu w Los Angeles 29 maja 1991 r. i została poddana kremacji.

## Filmografia
- Waltzing Matilda, 1933
- Line Engaged jako	Doreen	, 1935
- Charing Cross Road jako	Lady Ruston, 1935
- The Amateur Gentleman jako	Pauline Darville, 1936
- Guilty Melody jako Cecile, 1936
- We're Going to Be Rich jako	Pearl, 1938
- Yellow Sands jako	Emma Copplestone, 1938
- Footsteps in the Sand jako Lily James, 1939
- The Nursemaid Who Disappeared jako	Mabel Barnes, 1939
- Let George Do It! jako Iris, 1940
- Piccadilly Incident jako Virginia Pearson, 1946
- The Courtneys of Curzon Street jako Valerie, 1947
- Twist of Fate jako Helen, 1954
- Simon and Laura jako Laura Foster, 1955
- London Playhouse jako Amanda Pinkerton, 1956
- Ciotka Mame jako Vera Charles, 1958
- Rzymska wiosna pani Stone jako Meg, 1961
- Go to Blazes jako Colette, 1962
- Tamahine jako	Madame Becque, 1963
- Dr. Crippen jako	Belle Elmore, 1963
- Noc generałów jako Eleanore von Seidlitz-Gabler, 1967
- Legenda Lylah Clare jako Molly Luther, 1968
- Zabójstwo siostry George jako Mercy Croft	, 1968
- The Ruling Class jako Lady Claire Gurney, 1972
- Theatre of Blood jako	Chloe Moon, 1973
- The Drowning Pool jako	Olivia Devereaux, 1975
- Time Express jako Margaret 'Maggie' Winters, 1979
- Eleanor, First Lady of the World jako Lady Reading, 1982
- An Englishman Abroad, zagrała samą siebie, 1983
- American Dreamer jako Margaret McMann, 1984
- Dreamchild jako	Alice Hargreaves, 1985

## Nagrody
- 1984 – nagroda Broadcasting Press Guild dla najlepszej aktorki w filmie An Englishman Abroad[9]
- 1984 – nagroda Brytyjskiej Akademii Sztuk Filmowych i Telewizyjnych dla najlepszej aktorki za rolę w filmie An Englishman Abroad
- 1986 – Nagroda Saturn w kategorii najlepsza aktorka za rolę w filmie Dreamchild
- 1986 – nagroda Evening Standard British Film dla najlepszej aktorki w filmie Dreamchild